# 中山純子
中山純子（なかやま じゅんこ、1927年7月15日 - 2014年7月28日）は、石川県出身の俳人。本姓木村。金沢市生。旧制金沢第一高等女学校（現金沢二水高等学校）卒。生家の経王寺の法燈を継ぐ。1948年、「風」入会、沢木欣一、細見綾子に師事。代表句「念佛のさまよひおつる雪解川」など。具象を超えその奥にあるものを追求。1975年、『沙羅』により第15回俳人協会賞受賞。1989年、泉鏡花市民文学賞受賞。「風」系の「万象」名誉主宰も務めた。句集に『茜』『沙羅』『瓔珞』『華鬘』『晩晴』がある。急性汎発性腹膜炎により死去。87歳。